# アレクサンドル・ココリーノフ

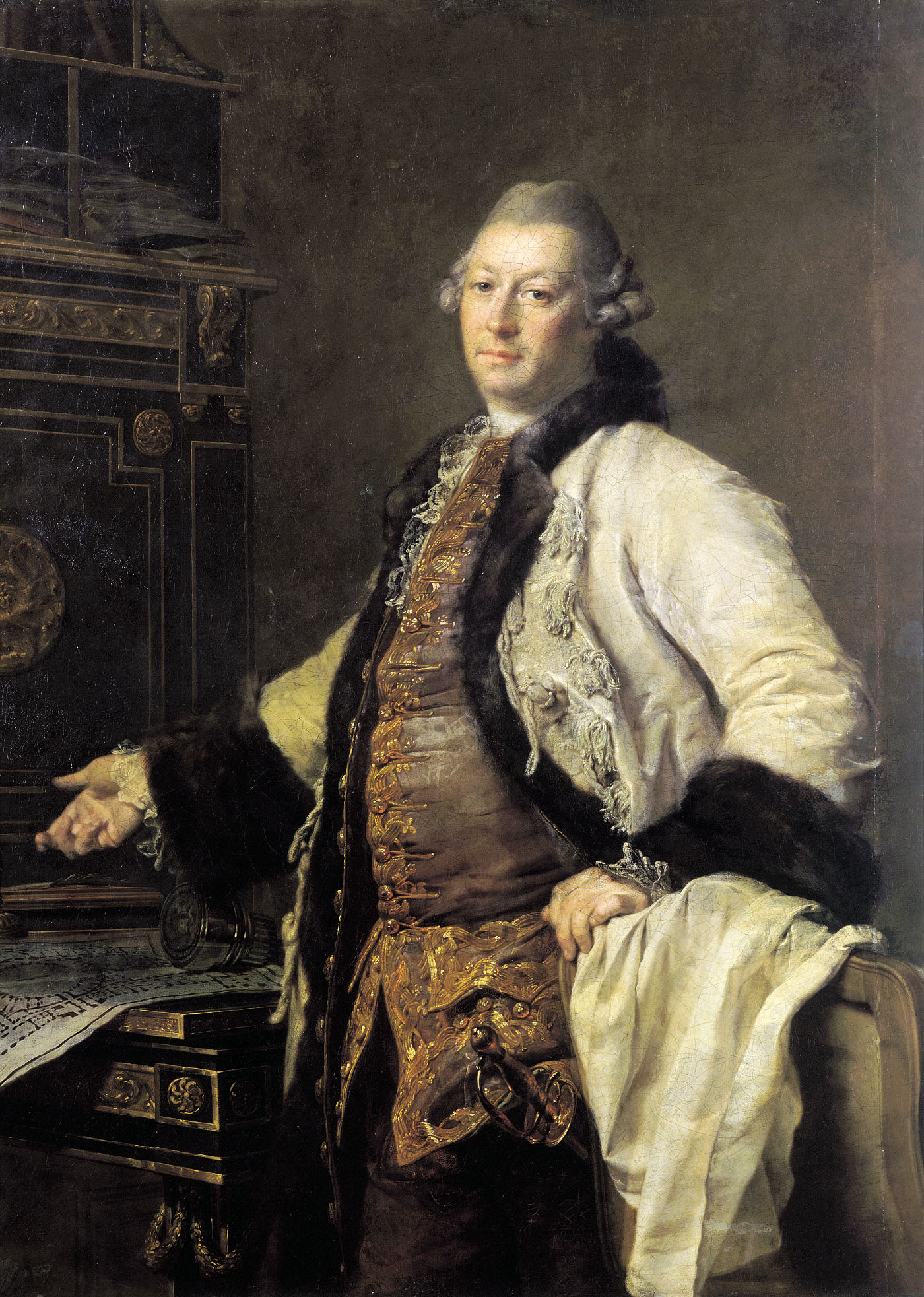
アレクサンドル・ココリーノフ
(画)ドミートリー・レヴィツキー

アレクサンドル・ココリーノフ（ロシア語: Александр Филиппович Кокоринов、英：Alexander  Kokorinov、1726年7月10日 - 1772年3月21日）は、ロシアの建築家。トボリスクにて役人の子として生まれた。ロシアの芸術アカデミーの創始者であり、ロシア・クラシシズム様式の開祖でもある。
1761年より、芸術アカデミー理事長。1768年からは学長を務める。
代表作に、国立レービン絵画彫刻建築大学・旧芸術アカデミーなどがある。